# Derek Drymon
Derek Drymon (19 de noviembre de 1968) es un caricaturista estadounidense. Ha trabajado en numerosas producciones de dibujos animados.

## Biografía
Drymon nació en Morristown, Nueva Jersey, el 19 de noviembre de 1968. Cuando era niño asistió a la escuela del condado de Jefferson y Dover Public School , y supuestamente él disfrutaba dibujando y haciendo libros cómicos. Drymon se graduó de la preparatoria Jefferson Township High School en 1987. Asistió a la Escuela de Artes Visuales en Nueva York para llegar a ser un ilustrador. Después del colegio, él fue reclutado por Walt Disney Animation Studios.

## Primeros años en Nickelodeon
Drymon fue contratado por Nickelodeon en 1993. Cambió de ciudad a California para trabajar como animador para Nickelodeon. En 1993 comenzó a trabajar como escritor en La vida moderna de Rocko. Fue allí donde conoció a sus dos futuros empleadores, Tim Hill y Stephen Hillenburg, Hill era escritor y Hillenburg era coproductor y artista de dibujo. En 1997, Hillenburg creó Bob Esponja, Drymon realizó muchos trabajos en la serie, incluyendo ser escritor en la mayoría de los episodios, después director y productor y eventualmente director creativo. Drymon también trabajó en Cartoon Network con la serie animada Campamento de Lazlo. Drymon trabajó en el proyecto de Tim Hill, el popular KaBlam! y en el sketch Action League Now!! como artista de dibujo. El también escribió el episodio Doggone de la caricatura Catdog, episodio nominado al Emmy Award.

## Filmografía

### Televisión
| año       | título                                         | notas |
| --------- | ---------------------------------------------- | --- |
| 1994–1996 | Rocko's Modern Life                            | artista asistente de storyboard / escritor adicional / subgerente                                                                                                |
| 1996–1997 | Hey Arnold!                                    | artista de storyboard / director |
| 1996–2000 | KaBlam!                                        | artista de storyboard |
| 1998      | CatDog                                         | director de storyboard / artista de storyboard / supervisor de storyboard / escritor                                                                             |
| 1999–2004 | SpongeBob SquarePants                          | director creativo (1999–2004) / escritor (1999) / artista de storyboard (Episodio: Help Wanted) / director de voz (1999–2004) / productor supervisor (2002–2004) |
| 2007      | Diggs Tailwagger                               | creador / director / escritor / productor ejecutivo (pilot) |
| 2008      | Camp Lazlo                                     | escritor / director de storyboard (Episodio: "Samson Needs Hug")                                                                                                 |
| 2010      | Danger Planet                                  | creador / escritor (pilot) |
| 2010      | The Stockboys of the Apocalypse                | creador / escritor (pilot) |
| 2010      | Adventure Time                                 | productor ejecutivo (Temporada 1) |
| 2017      | Billy Dilley's Super-Duper Subterranean Summer | escritor (Episodio: "Crab Hands") |

### Películas
| año  | título                                      | role                                            | notas                                                                          |
| ---- | ------------------------------------------- | ----------------------------------------------- | ------------------------------------------------------------------------------ |
| 2003 | My Life with Morrissey                      | Bad Comedian                                    |                                                                                |
| 2004 | The SpongeBob SquarePants Movie             | The Screamer / Fisherman                        | escritor / artista de storyboard / productor ejecutivo / director de secuencia |
| 2008 | Kung Fu Panda                               |                                                 | artista adicional de storyboard                                                |
| 2009 | Monsters vs. Aliens                         |                                                 | artista adicional de historia                                                  |
| 2010 | Shrek Forever After                         |                                                 | artista de historia                                                            |
| 2010 | Megamind                                    |                                                 | agradecimientos especiales                                                     |
| 2011 | Hop                                         |                                                 | artista de storyboard                                                          |
| 2011 | Kung Fu Panda 2                             |                                                 | artista adicional de historia                                                  |
| 2011 | Puss in Boots                               |                                                 | artista adicional de historia                                                  |
| 2011 | Night of the Living Carrots                 |                                                 | artista de storyboard                                                          |
| 2013 | Turbo                                       | Worker Snail #2/FAST Network Trackside Reporter | artista de historia                                                            |
| 2014 | Penguins of Madagascar                      |                                                 | escritor de historia                                                           |
| 2015 | The SpongeBob Movie: Sponge Out of Water    |                                                 | escritor, "Squeeze Me"                                                         |
| 2016 | Kung Fu Panda 3                             |                                                 | artista de historia                                                            |
| 2017 | Captain Underpants: The First Epic Movie    |                                                 | artista de storyboard                                                          |
| 2019 | Santa's Little Helpers (Minion Mini–Movie)  |                                                 | director                                                                       |
| 2021 | Monster Pets                                | Tinkles/Zombie/Gillmen                          | director                                                                       |
| 2022 | Hotel Transylvania: Transformanía           | Human Zombie (Cameo)                            | director                                                                       |
| 2025 | The SpongeBob Movie: Search for SquarePants |                                                 | director                                                                       |